# گونار اولسون (بازیگر)
گونار اولسون (سوئدی: Gunnar Olsson; ۱۰ ژوئیهٔ ۱۹۰۴ – ۱۶ سپتامبر ۱۹۸۳) هنرپیشه و کارگردان اهل سوئد بود.
از فیلم‌ها یا برنامه‌های تلویزیونی که وی در آن نقش داشته‌است می‌توان به مهر هفتم، میان‌پرده‌های تابستانی و توت‌فرنگی‌های وحشی اشاره کرد.